# Myrmecocephalus gatineauensis
Myrmecocephalus gatineauensis är en skalbaggsart som beskrevs av Hoebeke 1985. Myrmecocephalus gatineauensis ingår i släktet Myrmecocephalus och familjen kortvingar. Inga underarter finns listade i Catalogue of Life.